# John Badham
John Badham (ur. 25 sierpnia 1939 w Luton, Bedfordshire) – amerykański reżyser filmowy.

## Życiorys
John Badham dorastał w Alabamie w USA i w wieku 7 lat przyjął obywatelstwo amerykańskie.
Jest bratem Mary Badham, która grała Scout Finch w filmie Zabić drozda.

## Filmografia (wybór)
- Na żywo (Nick of Time 1995)
- Strefa zrzutu (Drop Zone 1994)
- Nowa zasadzka (Another Stakeout 1993)
- Kryptonim Nina (Point of no Return 1993)
- Ciężka próba (The Hard Way 1991)
- Ptaszek na uwięzi (Bird on a Wire 1990)
- Zasadzka (Stakeout 1987)
- Krótkie spięcie (Short Circuit 1986)
- Kolarze (American Flyers 1986)
- Gry wojenne (WarGames 1983)
- Błękitny grom (Blue Thunder 1983)
- W końcu czyje to życie? (Whose Life Is It Anyway? 1980)
- Gorączka sobotniej nocy (Saturday Night Fever 1977)